# Cowboys from Hell
Cowboys from Hell peti je studijski album američkog heavy metal sastava Pantera, objavljen 24. srpnja 1990. godine pod izdavačkom kućom Atco Records.

## O albumu
Cowboys from Hell bio je Panterin prvi komercijalno uspješni album. Mnogi njihovi obožavatelji smatraju ga njihovim "službenim" debitantskim albumom jer predstavlja njihov prelazak s glam na groove metal.
Nalazio se na 27. mjestu top liste "Billboard Music Charts Top Heatseekers", a IGN ga je proglasio 19. najutjecajnijim heavy metal albumom svih vremena.
Pjesma "Cowboys from Hell" nalazi se na igri za Playstation 2 Guitar Hero, dok su pjesmu "Domination" obradili finski sastav Apocalyptica na svom drugom studijskom albumu Inquisition Symphony te sastav Bullet for My Valentine na B-strani singla "Tears Don't Fall". Povodom 20. godišnjice objave albuma, 22. studenog 2010. objavljeno je remasterirano reizdanje, s dva dodatna diska. Na jednom su snimke uživo, a na drugom demosnimke pjesama, zajedno s neobjavljenom pjesmom "The Will to Survive", čiji su dijelovi korišteni u pjesmi "This Love" s njihovog idućeg albuma Vulgar Display of Power.

## Popis pjesama
| 1.    | »Cowboys from Hell«      | 4:06 |
| 2.    | »Primal Concrete Sledge« | 2:13 |
| 3.    | »Psycho Holiday«         | 5:19 |
| 4.    | »Heresy«                 | 4:45 |
| 5.    | »Cemetery Gates«         | 7:03 |
| 6.    | »Domination«             | 5:02 |
| 7.    | »Shattered«              | 3:21 |
| 8.    | »Clash with Reality«     | 5:15 |
| 9.    | »Medicine Man«           | 5:15 |
| 10.   | »Message in Blood«       | 5:09 |
| 11.   | »The Sleep«              | 5:47 |
| 12.   | »The Art of Shredding«   | 4:16 |
| 57:29 |                          |      |

## Top liste
| Top lista (1992.) | Pozicija |
| ----------------- | -------- |
| Top Heatseekers   | 27.      |

## Osoblje
Pantera
- Phil Anselmo – vokal
- Dimebag Darrell – gitara, akustična gitara
- Rex Brown – bas-gitara
- Vinnie Paul – bubnjevi

Ostalo osoblje
- Pantera – producenti, mikseri
- Terry Date – producent, mikser